# Вассербаум, Михаил Борисович
Михаил Борисович Вассербаум (род. 29 апреля 1967) — российский актёр театра, кино и дубляжа, кинорежиссёр, сценарист.

## Биография
Михаил Вассербаум родился в 1967 году.
В 1991 году успешно окончил обучение в Ленинградском государственном институте театра, музыки и кинематографии. Обучение проходил в классе А. И. Кацмана и В. М. Фильштинского.
После получения образования начал театральную деятельность  в петербургском театре «Фарсы», затем в Театре имени Ленсовета.
В кино дебютировал в 1992 году, сыграв роль чекиста Исаака Каца в фильме «Чекист» режиссёра Александра Рогожкина.
В апреле 1999 года стал лауреатом Второго международного фестиваля «Монокль», проводимого Международным фестивальным центром.
Известен по актёрским работам в фильмах «Олигарх», «Зал ожидания», «История про Ричарда, Милорда и прекрасную Жар-птицу», «Потерявшие солнце», «Тайны следствия», «Шпильки», «Белая гвардия», «Одессит», «Американка», «И один в поле воин», «Наше счастливое завтра», «Один против всех», «Дурная привычка», «Шпильки 2», «Родительский день» и другим.
В 2021 году вместе с Максимом Бриусом как режиссёр снял художественный фильм «Солнцепёк».

## Роли в театре
Роли в постановках Театра имени Ленсовета:
- Доктор — «Войцек», Бюхнер Г.
- Сганарель — «Лекарь поневоле», Мольер Ж.-Б.
- Юсов — «Доходное место», Островский А. Н.

## Фильмография

### Актёр
- 1992 — Чекист — Исаак Кац, друг Срубова, член ЧК
- 1997 — Американка — Лёха (жених, впоследствии муж Антонины)
- 1997 — История про Ричарда, Милорда и прекрасную Жар-птицу — Дмитрий Каменцев, руководитель театра
- 1998 — Зал ожидания — Семён, помощник Коноваловой
- 1997 — 1998 — Улицы разбитых фонарей — Аркадий Андреевич Блюминг, бизнесмен (1 сезон, 16-я серия "Танцы на льду")
- 2000 — Нокаут / Knockout — Сергей
- 2000 — Тайны следствия — Александр Романович Стеценко, врач-стоматолог (1, 7 сезоны)
- 2000—2001 — Убойная сила 2 — Рудольф Яковлевич
- 2001 — Старые песни о главном. Постскриптум —
- 2001 — Начальник каруселей —
- 2002 — Олигарх — Марк Цейтлин
- 2002 — Русский спецназ — Анатолий Натанович, начальник смены GSM
- 2002 — Русские страшилки — приятель соседей
- 2002 — Агентство — гипнотизёр
- 2002 — 2003 — Агентство НЛС 2 — Дерунчик
- 2002 — Дурная привычка — Жора, брат Насти, сбежавший из тюрьмы
- 2004 — Женский роман — Илья
- 2004 — Потерявшие солнце — таксист
- 2005 — Танцуют все! — следователь
- 2005 — Братва — Горыныч
- 2005 — Брежнев — писатель в группе, писавший речи Брежнева
- 2006 — Мечта —
- 2006 — Лабиринты разума
- 2007 — Дюжина правосудия — Олег Александрович Иноков, 39 лет, стоматолог, присяжный заседатель
- 2007 — Морские дьяволы 2 — доктор
- 2007 — Любовь Авроры — отец Авроры
- 2008 — Мамочка, я киллера люблю — Гомберг
- 2008 — Роковое сходство — Боря Малкин, бывший директор группы Лебедевой
- 2008 — Родительский день — Михаил
- 2009 — Шпильки — Игорь Матвеевич
- 2009 — Шпильки 2 — профессор
- 2009 — И один в поле воин — Виктор Лихтер
- 2010 — Десант есть десант — врач Павел Петрович
- 2012 — Белая гвардия — Яков Фельдман
- 2013 — Одессит — Збарский, одесский мафиози
- 2014 — Братаны 4 — Михаил Григорьевич Перчик (Ваня Иванов), осведомитель
- 2014 — Лесник — Александр Львович Фельцман, хозяин турфирмы
- 2014 — Григорий Р. — Арон Самуилович Симанович, личный секретарь Григория Распутина
- 2016 —
- 2016 — Наше счастливое завтра — Шерман
- 2016 — Улицы разбитых фонарей 16 — Туров
- 2017 — Один против всех — адвокат
- 2018 — Мажор 3 — Фёдоров
- 2019 — Условный мент — Аркаша, друг Ворона

### Режиссёр
- Первый отдел-5 (сериал, 2025–2026),
- Шеф. Призраки прошлого (сериал, 2024),
- Изгой 2 (мини-сериал, 2023),
- Отставник. Ближний бой (мини-сериал, 2023),
- Контуженый (сериал, 2023),
- Отставник. Защита Дедова (2023),
- Красный Яр (сериал, 2022),
- Комитет (сериал, 2022),
- Шугалей 3 (2021),
- Солнцепёк (2021),
- Шеф. Возвращение (сериал, 2021),
- Реализация-2 (сериал, 2021),
- Адмиралы района (сериал, 2020),
- Невский. Тень архитектора (сериал, 2020),
- Анонимный детектив (сериал, 2019)
- Реализация (сериал, 2019),
- Невский. Чужой среди чужих (сериал, 2019),
- Один против всех (сериал, с 2017),
- Небеса подождут (сериал, 2016),
- Мама в законе (мини-сериал, 2014),
- Бомбила. Продолжение (сериал, 2013),
- Лесник. Продолжение (сериал, 2012),
- Бумеранг из прошлого (сериал, 2010),
- Гражданка начальница (2010),
- Улицы разбитых фонарей 9 (сериал, 2008),
- Дорожный патруль 2 (сериал, 2008) (1-я, 2-я серии),
- Улицы разбитых фонарей 8 (сериал, 2007),
- Лопухи (2005),
- Тайны следствия (сериал, с 2000).

### Сценарист
- Мангуст 2 (сериал, 2005),
- Лопухи (2005).